# Clare Sheridan

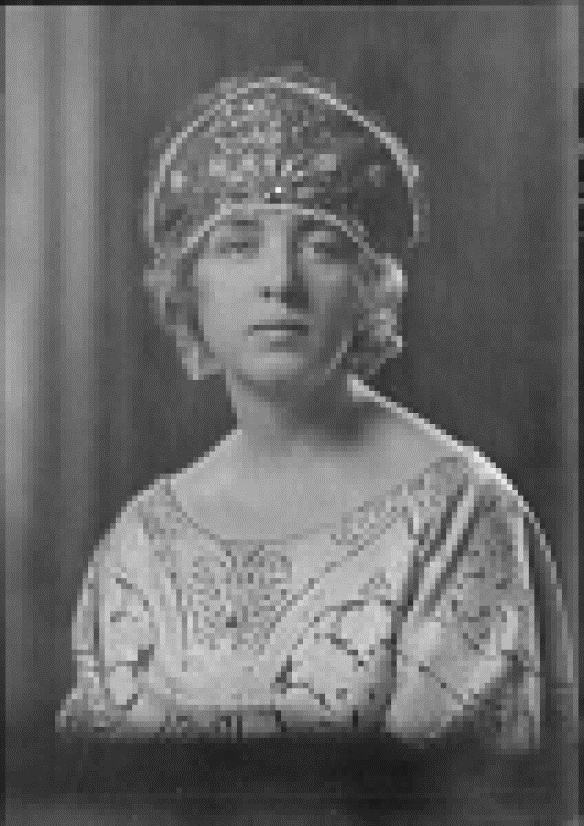
Clare Sheridan.

Clare Consuelo Sheridan, född 9 september 1885 i London, död 31 maj 1970, var en brittisk författare och skulptör.
Hon var dotter till Moreton Frewen och Clara Jerome och gift med författaren Wilfred Sheridan och mor till författaren Margaret Sheridan. Hon studerade konst under vidsträckta resor i utlandet som hon senare skildrade i ett antal böcker. Som skulptör utförde hon en rad porträtt bland annat av sin kusin Winston Churchill samt Lenin och Trotskij. Under en resa till Moskva 1920 gästade hon under ett uppehåll på vägen kronprins Gustaf Adolf och kronprinsessan Margareta och sina upplevelser under besöket skildrade hon i boken Nuda veritas 1928.